# Massimiliano Pazzaglia
Massimiliano Pazzaglia (Roma, 17 dicembre 1962) è un attore italiano.

## Biografia
Nato a Roma, figlio dello scrittore, regista e paroliere napoletano Riccardo Pazzaglia, è laureato in Lettere all'Università "La Sapienza", in Storia e critica del Cinema. Parla correntemente inglese e francese.
Si diploma come attore nel 1985 presso il "Laboratorio di esercitazioni sceniche" diretto da Gigi Proietti. Debutta in teatro con lo stesso Proietti in Cyrano, e lavora ancora sotto la sua regìa nel 2003 in Romeo e Giulietta.
Ha recitato in molte serie televisive come  Valeria medico legale 2 nel 2002 e Linda e il brigadiere nel 1997.
Diventa celebre grazie al personaggio del "maresciallo Alfano" nella serie TV Il maresciallo Rocca dal 1996 fino all'ultima stagione, Il maresciallo Rocca e l'amico d'infanzia nel (2008). Ha partecipato a un episodio della prima stagione della serie TV Don Matteo (2000).

## Filmografia

### Cinema
- Separati in casa, regia di Riccardo Pazzaglia (1986)
- Palla al centro, regia di Federico Moccia (1987)
- Nestore, l'ultima corsa, regia di Alberto Sordi (1994)
- Un bugiardo in paradiso, regia di Enrico Oldoini (1998)
- Il mandolino del capitano Corelli (Captain Corelli's Mandolin), regia di John Madden (2001)
- Volesse il cielo!, regia di Vincenzo Salemme (2002)
- Ho visto le stelle!, regia di Vincenzo Salemme (2003)
- Jumper - Senza confini, regia di Doug Liman (2008)
- Ci alzeremo all'alba, regia di Jean-Marie Benjamin (2019)
- Il gatto e la luna, regia di Roberto Lippolis (2019)
- La Befana vien di notte II - Le origini, regia di Paola Randi (2021)
- Come pecore in mezzo ai lupi, regia di Lyda Patitucci (2023)

### Televisione
- Senza scampo, regia di Paolo Poeti (1990)
- Il ricatto 2, regia di Vittorio De Sisti (1991)
- Piazza di Spagna, regia di Florestano Vancini - miniserie TV (1992)
- Due madri per Rocco, regia di Andrea Frazzi e Antonio Frazzi (1994)
- Aventures Caraibes, regia di Paolo Barzman (1996)
- Il maresciallo Rocca, regia di Lodovico Gasparini (1996)
- Indiscretion of an American Wife, regia di George Kaczender (1998)
- Il dono di Nicholas, regia di Robert Markowitz (1998)
- Un medico in famiglia, registi vari - Serie tv (1998, 2016)
- Don Matteo, regia di Enrico Oldoini (2000) (episodio 1X07)
- Il bello delle donne 2, regia di Lidia Montanari e Luigi Parisi (2001)
- Valeria medico legale 2, regia di Gianfrancesco Lazotti (2002)
- San Giovanni - L'apocalisse, regia di Raffaele Mertes (2002)
- Rita da Cascia, regia di Giorgio Capitani (2004)
- Capri, regia di Francesca Marra e Enrico Oldoini (2006)
- Caravaggio, regia di Angelo Longoni (2008)
- Distretto di Polizia, episodi 8x06-11x04 (2008-2011)
- Il maresciallo Rocca e l'amico d'infanzia, regia di Fabio Jephcott (2008)
- I Cesaroni, regia di Francesco Pavolini – serie TV, episodio 4x11 (2010)
- R.I.S. Roma 2 - Delitti imperfetti, regia di Francesco Micciché, episodio 2x05 (2011)
- Squadra antimafia 4 - Palermo oggi - serie TV, episodio 4x03 (2012)
- Squadra mobile - serie TV, episodio: 1x13 (2015)
- Rocco Schiavone 2, regia di Giulio Manfredonia - serie TV, episodio 2x01 (2018)
- Buongiorno, mamma!, regia di Giulio Manfredonia - serie TV, episodi  Buongiorno mamma e  Il matrimonio (2021)

## Doppiaggio
- Laurent Ournac in Sorprese d'amore
- David Dastmalchian e John Callander in The Horsemen[1]
- Tom Reinolds in In linea con l'assassino
- George Spielvogel III in Autumn in New York

## Teatro
- Rugantino - regia di Pietro Garinei (1998)
- Cyrano (2019) - Regìa di Bruno Garofalo. Teatro Augusteo, Napoli.

## Audiolibri
- Un capitano

Di: Francesco Totti, Paolo Condò
Letto da: Massimiliano Pazzaglia
Rizzoli Libri 2021
- Gin tonic a occhi chiusi

Di: Marco Ferrante
Letto da: Massimiliano Pazzaglia
Giunti Editore S.p.A 2018